# Kalamış (Istanbul)
Kalamış è un quartiere situato sulla baia omonima nel distretto di Kadıköy sul lato anatolico di Istanbul, in Turchia.
Il quartiere si trova tra Kurbağalıdere, Kızıltoprak, Feneryolu e Fenerbahçe. Ha un grande porto turistico e un parco. Ci sono anche alcuni locali notturni e ristoranti. Lì si trova anche il complesso sportivo denominato Galatasaray Kalamış del Galatasaray Spor Kulübü.
Il torrente Kurbağalıdere sfocia nella baia di Kalamış. Il complesso sportivo Dereağzı del Fenerbahçe Spor Kulübü si trova nel punto in cui il Kurbağalıdere sfocia nella baia.
Kalamış è famosa per i testi di Behçet Kemal Çağlar e la composizione di Münir Nurettin Selçuk.